# Паропамисады
Паропамисады (Παροπαμισάδαι) — древнегреческое название Гиндукуша, восточной (нагорной) части современного Афганистана. Греческое слово происходит от авестийского выражения «выше орлиного полёта» (намёк на необычайную высоту гор) — Поурату. Древнебуддийские тексты помещают на этих землях государство Камбоджи. Александр Македонский завоевал Паропамисады и основал здесь город — Александрию Кавказскую. Паропамизада — при Селевкидах название сатрапии, обнимавшей оба склона этого хребта с главным городом Ортоспана (Кабул). В последующие столетия Паропамисады входили в состав владений греко-бактрийских и индо-греческих правителей, а также Кушанского царства.

## Правители
Паропамиз — сатрапия Македонской империи. Раннее — ахеменидская Саттагидия.
- Проекс (329 — 327).
- Тириесп (327 — 325).
- Оксиарт (Вахшунварта) (325 — 315).

- В составе царства Селевка I (306 — 303).
- В составе империи Маурьев (303 — 185).
- В составе империи Шунга (185 — 180).
- В составе Индо-греческого царства (180 — ).

Паропамиз (Систан) — индо-парфянское царство.
- Абдагас, плем. Гондофара (ок. 40 — 60).
- Аршак, сын (ок. 60 — 80).
- Известны по монетам: Герай (Миэй), Аршак Теос, Гиркод, Сападбиз, Фсейгахарис и др.
- ок. 120 Р. Х. кушанское завоевание[1].